# Frauenspiegel (Gesetzestafel)
Als Frauenspiegel bezeichnet man die Tafel A der mittelassyrischen Gesetze. Der Begriff geht auf den deutsch-italienischen Rechtshistoriker Mariano San Nicolò zurück, der sich als Professor an der Universität München gemeinsam mit seinem Leipziger Kollegen Paul Koschaker besonders mit der Erforschung der Keilschriftrechte beschäftigte. Die Tafel enthält annähernd 60 Rechtssätze, wobei am Anfang und Ende der Tafel vor allem strafrechtliche Bestimmungen stehen, die sich mehrheitlich auf Straftaten beziehen, die von oder an Frauen begangen werden können. Dazwischen finden sich vor allem eherechtliche Bestimmungen.
Die Strafvorschriften beschäftigen sich vor allem mit Vermögensdelikten, wie Diebstahl oder Veruntreuung von Tempel- und Familieneigentum, sowie mit Delikten gegen die sexuelle Sittlichkeit, wie Vergewaltigung, Schwangerschaftsabbruch, Kuppelei, Ehebruch, eigenmächtige Ehescheidung durch die Frau, unangemessene Kleidung sowie Verleumdung von Ehefrauen. Hinzu treten aber auch allgemeine Straftatbestände wie etwa Mord oder Homosexualität unter Männern. Auffällig ist dabei, dass die Strafen im Vergleich zum babylonischen Codex Ḫammurapi deutlich grausamer anmuten und die Frauen ihren Ehemännern gegenüber in personen- und vermögensrechtlicher Hinsicht benachteiligt erscheinen.
Parallelen zum Codex Ḫammurapi bestehen jedoch in den eherechtlichen Vorschriften. So fordern auch die mittelassyrischen Gesetze einen Ehevertrag zwischen Bräutigam und Brautvater, wobei der Bräutigam einen Brautpreis zu leisten hatte. Nach der Eheschließung stand dem Mann nach Ausweis des Frauenspiegels ein weitgehendes Privatstrafrecht gegenüber seiner Frau zu, das neben einem Züchtigungsrecht auch die Todesstrafe im Fall des Ehebruchs vorsah.
Wie für die mittelassyrischen Gesetze allgemein, ist auch für den Frauenspiegel seine Rechtsnatur nicht endgültig geklärt.